# National Lampoon
La National Lampoon (Satira Nazionale) era una rivista satirica americana fondata nel 1970 ed attiva fino al 1998. Venne fondata da Douglas Kenney ed Henry Beard.
Nata dalle ceneri della Harvard Lampoon, la più antica rivista umoristica mondiale, la National Lampoon raggiunse la sua massima popolarità alla fine degli anni '70, divenendo un punto di riferimento per la satira e la comicità mondiali. Dalla rivista sono successivamente nati film, show radiofonici, spettacoli teatrali, dischi e libri.

## Storia
Negli anni settanta il magazine trovò la fortuna maggiore, trattando della pop culture, della contro-cultura e di politica.
Il gruppo partorì anche uno show teatrale di successo, "Lemmings" (tra gli attori da ricordare John Belushi e Chevy Chase), numerosi album musicali divenuti in breve molto popolari, uno show radiofonico e alcuni film, tra i quali il più famoso è "National Lampoon's Animal House", noto in Italia semplicemente come Animal House, nel 1978.

## Filmografia
Il film "National Lampoon's Vacation" (1983), diede vita a numerosi sequel, tra i quali "Ma guarda un po' 'sti americani!" (1985), "National Lampoon's Christmas Vacation - Un Natale esplosivo!" (1989), "Las Vegas - Una vacanza al casinò" (1997), e "National Lampoon's - Vacanze di Natale" (2003), quest'ultimo importato in Italia esclusivamente per la trasmissione televisiva. Nel 2015 esce un altro sequel "Come ti rovino le vacanze"   interpretato da Ed Helms, nel quale torna anche Chevy Chase nella parte di Clark Griswold.
Altri film della National Lampoon:
- Animal House (National Lampoon's Animal House)  (1978)
- National Lampoon's Movie Madness (noto anche come National Lampoon Goes To The Movie) (1982)
- Riunione di classe (National Lampoon's Class Reunion) (1982)
- Palle in canna (National Lampoon's Loaded Weapon 1) (1993)
- La scuola più pazza del mondo (National Lampoon's Senior Trip) (1995)
- Maial College (National Lampoon's Van Wilder) (2002)
- Il re del supermarket (National Lampoon's - Bag Boy) (2007)
- A futile and stupid gesture (2018)